# Marija Bonita Kovačić

Marija Bonita Kovačić (Zagreb, 1944.), rođena kao Đurđica Kovačić, redovničkoga imena Marija Bonita od Božje Ljubavi, potpisivana i kao M. Bonita Kovačić, hrvatska je bosonoga karmelićanka, crkvena glazbenica i autorica kratkih priča nadahnutih Evanđeljem.

## Životopis
Rođena je na zagrebačkoj Kustošiji 1944. Osnovno školovanje završava u Križevcima, a gimnaziju i studij slavistike na Filozofskome fakultetu u Zagrebu. Glazbeno obrazovanje stječe u Glazbenoj školi Vatroslava Lisinskoga u Zagrebu. Jedna je od suosnivačica sastava Collegium pro musica sacra.
1969. stupa u Družbu Kćeri Božje ljubavi, a 1989. prelazi u bosonoge karmelićanke.
Od 1971. do 1978. radi kao lektorica, korektorica, grafička urednica i prevoditeljica u Kršćanskoj sadašnjosti. Od 1972. do 1975. članica je uredništva redovničkoga časopisa Effatha, u kojemu je objavljivala napise u rubrici „Karmel otvoreno” te objavljivala kratke priče o likovima i događajima iz Evanđelja.
U rujnu 2020. proslavila je pedesetgodišnjicu (zlatni jubilej) polaganja redovničkih zavjeta u karmelskom samostanu u Brezovici.

## Djela
- U sjeni starih maslina, 1996. (deset izdanja)
- Suputnica, 2004. (sedam izdanja)

## Vanjske poveznice
- BONITA Kovačić u Katalogu Biskupijske knjižnice Varaždin